# Pierre Blanchard (Musiker)
Pierre Blanchard (* 24. Mai 1956 in Saint-Quentin) ist ein französischer Jazzmusiker (Geige, Komposition).

## Leben und Wirken
Blanchard erhielt eine klassische Instrumentalausbildung zunächst am Konservatorium Saint-Quentin, die er 1971 mit Auszeichnung abschloss. Anschließend studierte er an der Université Musicale Internationale de Paris, wo er gleichfalls einen Ersten Preis für seine Studienleistungen erhielt. Mitte der 1970er-Jahre spielte er bei Didier Levallets Swing Strings System, im Jacques Thollot Quintet und fünf Jahre in der Big Band von Martial Solal; erste Aufnahmen entstanden 1978 mit der Sängerin Christine Combe (Camerawoman). 1985 legte er unter eigenem Namen das Album  Each One Teach One mit Eigenkompositionen vor. 1986 nahm er das Album Music for String Quartet, Jazz Trio, Violin and Lee Konitz (Sunnyside 1987) auf, an dem außer Konitz und einem Streichquartett Alain Jean-Marie, Cesarius Alvim, André Ceccarelli sowie Alain Hatot beteiligt waren. Gemeinsam mit Raphaël Faÿs entstanden die Alben Voyages (1987) und Gipsy Touch (1991). In den 1980er- und 1990er-Jahren spielte er u. a. mit Pierre Michelot (Bass and Bosses, EmArcy), Babik Reinhardt, Serge Krief, René Urtreger (Serena), Eric Le Lann, Patrice Caratini (Hard Scores), Santos Chillemi und mit Les P’tits Loups du Jazz unter Leitung von Oliver Caillard. In den 2000er-Jahren arbeitete er mit dem Metropole Orkest (Freeze!), Paul van Kemenade (No Way Station), Dorado Schmitt (Rendez-vous) und Didier Lockwood. 2012 trat er mit den Django Festival Allstars in Nordamerika auf. Im Bereich des Jazz war er zwischen 1978 und 2017 an 23 Aufnahmesessions beteiligt.

## Diskographische Hinweise
- Gulf String (OMD, 1992), mit Claude Terranova, Vincent Pagliarin, Claude Mouton, Laurent Robin, Minino Garay
- Pierre Blanchard – Dorado Schmitt: Rendez-vous (Le Chant du Monde, 2004)
- Dorado Schmitt, Samson Schmitt, Ludovic Beier, Pierre Blanchard, Francko Mehrstein, Amati Schmitt, Bronson Schmitt, Philippe „Doudou“ Cuillerier, Xavier Nikq , Special Guest: Anat Cohen Django Festival Allstars Live at Birdland (& More) (Fremeaux & Associés 2015)